# Bibanca
Bibanca S.p.a. è un istituto di credito italiano, con sede a Sassari, parte del Gruppo BPER.

## Storia
Viene fondata come Banca Cooperativa fra Commercianti Società Anonima da 58 soci a Sassari il 15 marzo del 1888, per poi diventare Banca Popolare Cooperativa Anonima di Sassari e dal 2 maggio 1948 Banca Popolare di Sassari, con lo status giuridico di Società cooperativa a responsabilità limitata.
Dopo un periodo di forte crescita durante la gestione commissariale, il 3 giugno 1993 nasce Banca di Sassari S.p.A., controllata dal Banco di Sardegna, col quale diventerà parte del gruppo della Banca Popolare dell'Emilia Romagna dal 2001.
Nel 2004 viene creata all'interno della Banca la Divisione Consumer, unità organizzativa focalizzata su prestiti con cessione del quinto dello stipendio o della pensione, money transfer ed emissione e gestione di carte di pagamento.
A partire dal 13 maggio 2016 la rete degli sportelli (filiali ed agenzie) della banca è confluita nella rete del Banco di Sardegna.
La banca, da allora, opera esclusivamente nel settore della monetica, dei prestiti personali e dei prestiti assistiti.
Dal 16 aprile 2020 cambia denominazione sociale e diventa Bibanca S.p.A.